# Cumbre de Malta

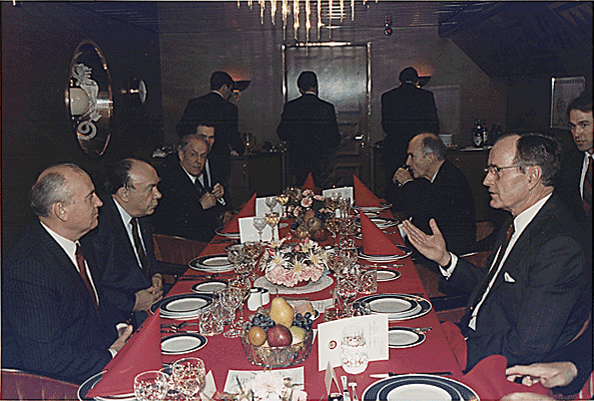
George H. W. Bush y Gorbachov en la Cumbre de Malta, celebrada en 1989

La Cumbre de Malta consistió en una reunión entre los Presidentes de los Estados Unidos, George H. W. Bush y la Unión Soviética, Mijail Gorbachov, que tuvo lugar durante los días 2 y 3 de diciembre de 1989, pocas semanas después de la caída del Muro de Berlín. Se celebró una reunión previa a la que asistió el entonces presidente Ronald Reagan, celebrada en Nueva York en diciembre de 1988. Los informes de prensa de la época se refirieron a la Cumbre de Malta como la más importante desde 1945, cuando el primer ministro británico Winston Churchill, el primer ministro soviético Iósif Stalin y de los Estados Unidos, el presidente Franklin D. Roosevelt acordaron en la Conferencia de Yalta un plan de posguerra para Europa.

## Lo más relevante de la Cumbre
A Brent Scowcroft y a otros miembros de la administración de Estados Unidos les preocupaba que lo acordado en la Cumbre de Malta fuera algo prematuro y que generara grandes expectativas en la Unión Soviética. Sin embargo, el presidente de Francia, François Mitterrand, la primera ministra británica Margaret Thatcher, otros líderes europeos y algunos miembros destacados del Congreso de los Estados Unidos fueron los que animaron al presidente Bush a que se reuniera con el presidente Gorbachov.
No hubo acuerdos firmados en la Cumbre de Malta. Su principal objetivo era reunir a las dos superpotencias (Estados Unidos y la Unión Soviética) para que tuvieran la posibilidad de discutir los cambios que se estaban produciendo en Europa tras la caída del Telón de Acero, que separaba el bloque del Este de Europa Occidental durante cuatro décadas. La cumbre para algunos observadores era el principio del fin de la Guerra Fría. Al menos, sirvió para reducir tensiones existente en la época entre las dos superpotencias, asimismo marcó un importante punto de inflexión entre las relaciones este-oeste. Durante la cumbre, el presidente Bush expresó su apoyo a la recién iniciada  perestroika de Gorbachov y otras reformas realizadas en el bloque oriental.
En una conferencia de prensa conjunta, el líder soviético dijo:
- "El mundo está saliendo de una época para entrar en otra. Estamos en el principio de un largo camino hacia una era pacífica y duradera. La amenaza con la fuerza y la desconfianza, la lucha ideológica y psicológica deben quedar como cosas del pasado".

- "Le aseguré al presidente de los Estados Unidos que nunca iniciaría una guerra caliente contra los Estados Unidos".

La réplica del Presidente Bush fue la siguiente:
- "Podemos tener en cuenta que una paz duradera y el transformar las relaciones Este-Oeste nos lleve a una de cooperación de larga duración. Ese es el futuro para el mundo que el presidente Gorbachov y yo queremos iniciar aquí en Malta".

## Otros participantes
También estuvieron presentes en la Cumbre de Malta los siguientes representantes:

### Delegación soviética
- Mariscal de la Unión Soviética Serguéi Ajroméiev, consejero de asuntos militares de Gorbachov
- Alexander Bessmertnikh, viceministro de Exteriores soviético
- Anatoli Dobrynin, embajador soviético en los Estados Unidos desde 1962 hasta 1986
- Eduard Shevardnadze, ministro de Relaciones Exteriores soviético
- Alexander Yakovlev, principal ideólogo del Partido Comunista de la Unión Soviética (PCUS) y Presidente de la Comisión de Política Internacional del Comité Central del Partido Comunista de la Unión Soviética

### Delegación estadounidense
- James Baker, Secretario de Estado
- Robert Blackwill, Asistente Especial del Presidente para Asuntos de Seguridad Nacional y Director Principal para Asuntos Europeos y la Unión Soviética en el Consejo de Seguridad Nacional de Estados Unidos
- Jack F. Matlock, Jr., embajador de Estados Unidos en la Unión Soviética
- Condoleezza Rice, Directora de Asuntos soviéticos y Europa del Este en el Consejo de Seguridad Nacional
- Brent Scowcroft, Consejero de Seguridad Nacional de Estados Unidos
- Raymond Seitz, Secretario de Estado Adjunto de Estados Unidos para Asuntos de Europa y Canadá
- John H. Sununu, jefe de personal de la Casa Blanca
- Margaret Tutwiler, Consejero del Secretario de Estado para Asuntos Públicos y portavoz del Departamento
- Paul Wolfowitz, subsecretario del Ministerio de Defensa
- Robert Zoellick, Consejero del Departamento de Estado

## De Yalta a Malta y de Malta a Yalta
Las reuniones tuvieron lugar a bordo de los cruceros soviéticos SS Maxim Gorki, anclado en la costa de Puerto Marsaxlokk en la isla mediterránea de Malta. El presidente Bush asistió a la cumbre a bordo del USS Belknap. En esos días se dieron muchas tempestades y hubo muy mal tiempo, eso fue motivo para que algunas reuniones fueran canceladas o aplazadas, por lo que la reunión de los mandatarios de las dos superpotencias del siglo XX quedó para la posteridad como «la cumbre mareada» («the seasick Summit») entre los medios de comunicación internacionales.
La idea de una cumbre en el mar abierto se dice que surgió en gran parte porque el presidente Bush encontró fascinante que durante la Segunda Guerra Mundial el presidente Franklin D. Roosevelt tuviera esa costumbre de reunirse con los líderes extranjeros a bordo de buques de guerra. La elección del sitio de Malta fue bastante meditada antes de celebrarse la cumbre entre las dos superpotencias. Según palabras de Condoleezza Rice:

"... me llevó un largo tiempo conseguir llegar al acuerdo del lugar, un lugar que no fuera ceremonial, y donde no debería existir un gran número de organismos, por suerte - o desgracia - ellos eligieron Malta, que resultó ser un lugar realmente horrible que en diciembre. A pesar de los malteses que fueron una maravilla, el tiempo era muy malo."

La elección también tuvo algo de simbólica. Las islas maltesas se encuentran estratégicamente ubicadas en el centro geográfico del mar Mediterráneo, donde oriente se encuentra con occidente y el norte con el sur. En consecuencia, Malta tiene una larga historia de dominación por potencias extranjeras. Sirvió como base naval británica en los siglos XIX y XX, y sufrió una destrucción masiva durante la Segunda Guerra Mundial. Malta declaró su neutralidad entre las dos superpotencias en 1980, tras el cierre de las bases militares británicas y el Tratado del Atlántico Norte, Sede de la Organización Regional (CINCAFMED), que anteriormente se encontraba en Malta. La neutralidad se consagra en la Constitución de Malta (1964), que establece lo siguiente, en la sección 1(3):

"Malta es un Estado neutral, que trabaja activamente por la paz, la seguridad y el progreso social entre todas las naciones mediante la adhesión a una política de no alineación y de negarse a participar en ninguna alianza militar."

El 2 de febrero de 1945, cuando la guerra en Europa llegaba a su fin, Malta fue la sede de la Conferencia de Malta, una reunión igualmente significativa entre el presidente de los Estados Unidos, Franklin D. Roosevelt y el primer ministro británico, Winston Churchill, antes de su reunión de Yalta con Iósif Stalin. La Cumbre de Malta de 1989 marcó un cambio de muchas de las decisiones adoptadas en la Conferencia de Yalta de 1945.

## Further reading
- McGeorge Bundy, "From Cold War Toward Trusting Peace", en Foreign Affairs: America and the World 1989/1990, Vol. 69, n.º 1.
- BBC News: "1989 - Malta Summit Ends Cold War".
- CNN: Cold War Interviews, Episodio 23: "The Wall Comes Down", una entrevista con George H.W. Bush
- CNN: Cold War Interviews, Episode 24: Transcripciones de la Cumbre de Malta
- David Hoffman, "Bush and Gorbachev Hail New Cooperation", Washington Post (4 de diciembre de 1989)
- Richard Lacayo, "Turning Visions into Reality" Archivado el 25 de agosto de 2013 en Wayback Machine., en Time (en línea): 11 de diciembre de 1989
- Romesh Ratnesar, "Condi Rice Can't Lose" Archivado el 21 de mayo de 2013 en Wayback Machine., en Time (en línea): 20 de septiembre de 1999

- Datos: Q1157030
- Multimedia: 1989 Malta summit / Q1157030